# Абсолютна похибка засобу вимірювання
Абсолютна похибка засобу вимірювання (рос. абсолютная погрешность средства измерений, англ. absolute error of a measuring instrument) — абсолютне значення різниці між показом засобу вимірювань та істинним значенням вимірюваної величини за відсутності похибок від взаємодії засобу вимірювань з об'єктом вимірювання. 